# Cucut sargantaner de Puerto Rico
El cucut sargantaner de Puerto Rico (Coccyzus vieilloti) és una espècie d'ocell de la família dels cucúlids (Cuculidae) que habita zones boscoses i arbustives de Puerto Rico.
Mesura de 40 a 48 cm de llarg i pesa una mitjana de 80 grams. El plomatge de les seves parts superiors és marró grisenc, el seu cap és gris i la seva gola i coll blanquinosos, mentre que el seu ventre és canyella groguenc. Es caracteritza per la seva llarga cua, les plomes laterals tenen les puntes blanques. El seu bec és llarg i estret, amb la punta lleugerament corbada cap avall, que mostra la part superior fosca i la inferior groguenca. Presenten anells perioculars vermells.
Viu en els boscos de Guànica, Guajataca i Vega; i plantacions de cafè a tota l'illa de Puerto Rico. L'espècie es pot observar en el sotabosc del bosc de llangardaixos, el seu principal component dietètic (aproximadament el 75%). També s'alimenten d'aranyes i insectes grans.